# 全国労農大衆党
全国労農大衆党（ぜんこくろうのうたいしゅうとう、旧字体：全󠄁國勞農大衆󠄁黨、略称は全労党）は、大日本帝国に昭和初期に存在した政党。無産政党が結集して1931年に結党されたが、1932年に他の政党と合同する形で消滅した。

## 歴史
1930年2月の第17回衆議院議員総選挙で社会民衆党、日本大衆党、労農党がそれぞれ2、2、1議席しか得られず、無産政党の惨敗といえる結果になった。同年7月に日本大衆党、全国民衆党、無産政党戦線統一全国協議会が合同して全国大衆党を結成したあと、1931年7月に全国大衆党、労農党、三党合同実現同盟（社会民衆党の分派）が合同して全国労農大衆党を結成した。麻生久が書記長を務め、党員は約5万7000人だった。
帝国主義侵略戦争反対を政策として挙げ、結党大会で堺利彦が「僕は病床にゐて諸君の帝国主義戦争反対の叫びの中に死ぬ事を光栄とす」と述べるほどであり、1931年9月の満洲事変では対支出兵反対闘争委員会を設けた。しかし闘争は弾圧され、結局具体的な運動はできなかった。同年の府県会選挙で13議席を得て、1932年2月の第18回衆議院議員総選挙で2議席を得た。
中間派の全国民衆党と左派の労農党が結成した政党だったため、元々は「中間派と左派の結合体」、あるいは「中間派主導」とされたが、後期には国家社会主義の提唱など党が右傾化した。そして、1932年7月に右派の社会民衆党と合同して、統一無産政党である社会大衆党を結成した。

## 大日本生産党との衝突
1931年、栃木県一帯の農村は凶作となり疲弊した。同県阿久津村一帯の小作農らは全国労農大衆党栃木県連の応援を得て、地主側と小作料減免の交渉を行った。しかし、一部の地主側は右翼系の大日本生産党に応援を求めたことから対立が激化した。1932年1月8日、鉄砲や竹槍で武装した労農大衆党員側が生産党員らを襲撃して3人が死亡、数十人が負傷する事件が発生、労農大衆党員300余名と大日本生産党員200余名が保護検束された。その後、小作側と地主側は小作調停法に基づく調停に応じることで和解した。